# 魔の季節
『魔の季節』（まのきせつ）は、1995年4月13日から同年6月29日までTBS系列で木曜日22:00 - 22:54に放送されたテレビドラマ。

## あらすじ
主婦の渡杏子（松坂慶子）は、夫の浩介（三田村邦彦）と二人の子供とともに平凡ながら幸せな生活を送っていた。ある日、杏子は20年ぶりの高校の同窓会に出席する。その同窓会をきっかけに自分の生活に疑問を抱くようになり、そこから「自分の店を持ちたい」という思いが芽生えていく。

## キャスト
- 渡杏子：松坂慶子
- 柚木安津子：いしだあゆみ
- 渡浩介：三田村邦彦
- 高坂裕：田中健
- 根岸吾郎：井上順
- 桐生美沙：島崎和歌子
- 新谷正樹：内海光司
- 田上将太：正木慎也
- 白川和子
- 浅利香津代
- 芹澤名人
- 渡紀久枝：山岡久乃

## スタッフ
- 原案：橋田壽賀子
- 脚本：清水曙美
- 演出：井下靖央、和田旭
- プロデューサー：石井ふく子

## サブタイトル
| TBS系 木曜22時枠連続ドラマ | TBS系 木曜22時枠連続ドラマ | TBS系 木曜22時枠連続ドラマ |
| 前番組                     | 番組名                     | 次番組                     |
| -------------------------- | -------------------------- | -------------------------- |
| 私、味方です               | 魔の季節                   | ひと夏のラブレター         |